# Julian Lelieveld
Julian Lelieveld, né le 24 novembre 1997 à Arnhem aux Pays-Bas, est un footballeur néerlandais qui évolue au poste d'arrière droit au Wisła Cracovie.

## Biographie

### En club
Né à Arnhem aux Pays-Bas, Julian Lelieveld est formé par le club local du Vitesse Arnhem, qui lui fait signer son premier contrat le 8 juillet 2014. Il signe pour deux ans avec une année supplémentaire en option. Lelieveld fait sa première apparition en professionnel le 30 juillet 2015, lors d'une rencontre qualificative pour la Ligue Europa 2015-2016 face au Southampton FC. Il entre en jeu en fin de match à la place de Kevin Diks, et son équipe s'incline par trois buts à zéro,. Il joue son premier match d'Eredivisie le 1er mai 2016 contre le FC Utrecht. Il est titularisé et son équipe s'incline sur le score de trois buts à un.
Le 25 mai 2018 est annoncé le prêt de Julian Lelieveld au Go Ahead Eagles pour une saison.
Non conservé par le Vitesse Arnhem à l'été 2020, Julian Lelieveld rejoint librement De Graafschap. Il arrive notamment pour combler le poste d'arrière droit laissé vacant après le départ de Leeroy Owusu.
Le 20 juillet 2022, Julian Lelieveld rejoint le RKC Waalwijk. Il signe un contrat courant jusqu'en juin 2025. 
Lelieveld retrouve alors la première division néerlandaise, jouant son premier match pour Waalwijk le 6 août 2022, lors de la première journée de la saison 2022-2023 contre le FC Utrecht. Il est titularisé et les deux équipes se neutralisent (2-2 score final). Il inscrit son premier but pour le club le 28 janvier 2013, lors d'une rencontre de championnat face au FC Emmen. Titularisé ce jour-là, il participe à la victoire de son équipe, qui l'emporte par deux buts à zéro.

### En sélection
Julian Lelieveld commence sa carrière internationale avec l'équipe des Pays-Bas des moins de 18 ans. Avec cette sélection il joue sept matchs entre 2014 et 2015.
Il représente l'équipe des Pays-Bas des moins de 20 ans entre 2016 et 2017, pour un total de six matchs joués.